# Крючкова, Светлана Валентиновна
Светла́на Валенти́новна Крючко́ва (р. 21 февраля 1985, Липецк) — российская волейболистка, член национальной сборной с 2006 года. Двукратная чемпионка мира (2006 и 2010), двукратная чемпионка России. Заслуженный мастер спорта России.

## Биография
Начала заниматься волейболом в Липецке. Первый тренер — Валентин Павлович Крючков (заслуженный тренер России, отец спортсменки). Выступала за команды:
- 2002—2007 — «Стинол» (Липецк),
- 2007—2010 — «Заречье-Одинцово» (Московская область),
- 2010—2012 — «Динамо» (Москва),
- 2010—2016 — «Динамо» (Краснодар).

В 2017 после годичного перерыва возобновила игровую карьеру, заключив контракт с красноярским «Енисеем».
В феврале 2019 перешла в «Ленинградку» (Санкт-Петербург), где играла до конца сезона, после чего вернулась в «Енисей». В 2020—2021 вновь выступала за «Ленинградку» (в качестве играющего тренера), после чего завершила игровую карьеру.
В 2007 году Светлана Крючкова липецкими журналистами была признана лучшей волейболисткой сезона в составе «Стинола».

## Достижения

### С клубами
- двукратная чемпионка России — 2008, 2010;
  - трёхкратный серебряный призёр чемпионатов России — 2009, 2011, 2012;
  - бронзовый призёр чемпионата России 2016.
- 4-кратный обладатель Кубка России — 2007, 2011, 2014, 2015;
  - 3-кратный серебряный призёр Кубка России — 2009, 2017, 2018;
  - двукратный бронзовый призёр Кубка России — 2012, 2013;
- серебряный призёр Лиги чемпионов ЕКВ 2008;
- двукратный победитель Кубка Европейской конфедерации волейбола — 2015, 2016
- победитель Кубка вызова ЕКВ 2013;
- серебряный призёр клубного чемпионата мира 2015.

Лучшая либеро «Финала четырёх» Кубка России-2011.

### Со сборной России
С 2006 по 2014 (с перерывами) Светлана Крючкова выступала за сборную России по волейболу. В её составе:
- двукратная чемпионка мира — 2006, 2010;
  - участница чемпионата мира 2014;
- чемпионка Европы 2013;
- серебряный призёр Гран-при 2006;
  - бронзовый призёр Гран-при 2014;
- участница Олимпийских игр 2012.

В конце 2006 года Светлане Крючковой было присвоено звание заслуженный мастер спорта России.
В 2017 вновь включена в сборную России.